# 水沢江刺駅

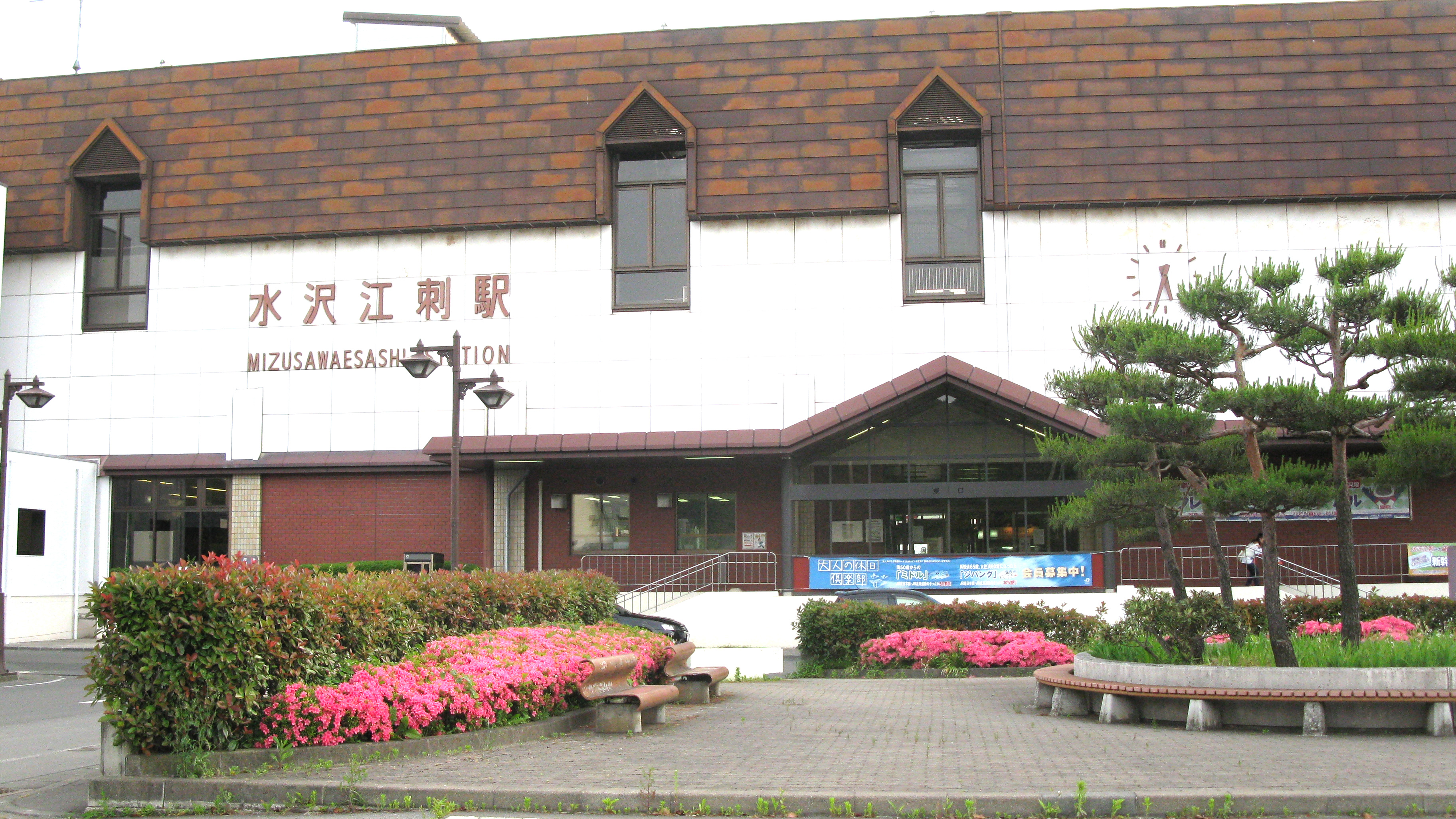
東口（2011年6月）

水沢江刺駅（みずさわえさしえき）は、岩手県奥州市水沢羽田町（はだちょう）駅前1丁目にある、東日本旅客鉄道（JR東日本）東北新幹線の駅。

## 歴史

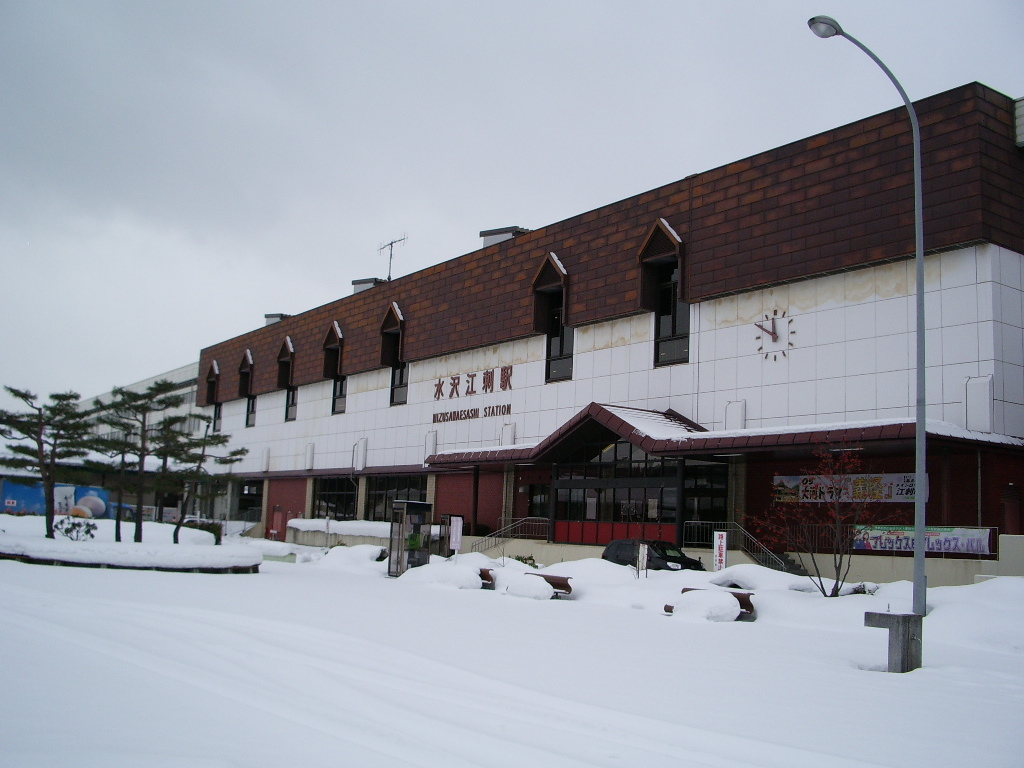
壁面リニューアル前の正面口（西口）（2006年1月）

### 開業
東北新幹線の開通時点では水沢江刺駅は未設置であったが、東北新幹線の建設計画が持ち上がった時から地元では駅設置の住民運動を実施し、都市計画を行って土地買収を進め、日本国有鉄道（国鉄）総裁に対して請願を行っていた。1982年（昭和57年）6月および7月の国鉄役員会において、同時期に請願を行っていた新花巻駅とともに、新駅設置に関する基本要件が決定され、これを受けて1983年（昭和58年）1月5日に盛岡鉄道管理局長から具体的な設置条件が示された。その条件は、当面建設する相対式ホーム2面2線の駅の工事費約50億円を地元負担とすること、用地を無償譲渡すること、将来的に待避線を備えた2面4線への拡張を想定して用地を確保し、4線化の工事の際には用地の無償譲渡に応じること、そして駅前広場と関連道路を地元で整備することであった。水沢市は条件了解の返答を同年10月17日に行った。また、地方財政再建促進特別措置法で自治体の国鉄への寄附行為が原則として禁じられていたが、全国新幹線鉄道整備法が同年10月14日に改正されたことで寄附行為が可能となって、駅の整備ができることになった。これを受けて、11月1日に盛岡鉄道管理局長から本社旅客局長あてに駅設置上申が行われ、11月21日に設置承認を受けた。11月17日には水沢市議会で債務負担行為議決が行われ、11月22日に国鉄と水沢市の間で基本協定が締結された。11月30日に工事実施計画の変更申請が運輸大臣に提出され、12月12日に認可を受けた。国鉄と水沢市の間の工事協定は12月19日に締結され、1984年（昭和59年）1月10日に着工となった。
東北新幹線の設計時点からこの位置に駅を建設することは想定されており、後から2面4線の駅を設置できるよう、高架橋の既設横はりの鉄筋は増設部の鉄筋と圧接できるよう配慮されていた。この背景には将来新幹線が北海道まで延伸された際に夜行運転を行うことが構想されており、運転整理上水沢市内に駅を設けることが必要とされた。駅の構造は開業当時からの設置駅とは異なり通過線を持たない2面2線の構造となっている。設置承認は2面2線16両対応であったが、当面2面2線12両対応として工事を行うことになった。既設高架橋の両側に直接基礎一柱式RCラーメン高架橋を新設して上屋とホームを支持し、耐雪形の覆いを全体に被せる構造とした。工事期間中は安全のために列車は工事区間を110 km/hで徐行を行い、また鉄骨を建てたり屋根を建設したりする工事は夜間に線路閉鎖と饋電停止を行った上で施工した。プラットホームは310メートルの有効長とされ、乗客が少ないと見込まれたことから新幹線鉄道構造規則で定める相対式ホームにおける最小幅員5メートルより狭い幅4.5メートルを採用して、そのための特別承認を得た。1985年（昭和60年）2月12日に工事が完成し、3月14日に東北新幹線の上野 - 大宮間開業とともに開設された。
16両対応での想定工事費は49億8000万円であったが、12両対応にしたことで地元との協定額は43億9000万円となり、さらにその後の工事費の縮減により、最終的な工事費は35億8200万円となった。水沢市では、3分の1を岩手県からの工事補助金で賄ったほか、地元住民協力金、周辺市町村協力金、積立金の取り崩しなどでこの額を負担した。

### ホーム延長
JR東日本は1991年（平成3年）3月の東北新幹線東京駅乗り入れを見据えた輸送量増強計画により、16両編成の200系車両（H編成）の導入を進めていた。しかし12両対応のホーム有効長（310メートル）で開業した当駅は16両編成に対応できないため、JR東日本東北工事事務所は1989年（平成元年）、水沢市に文書でホーム延長への協力を要請した。
当駅は、駅整備計画時点で16両編成と2面4線化に対応できる分の用地を確保していた。JR側からホーム延長に関する要請があった当初、工事費の地元負担が懸念されたが、用地は市が無償提供し工事費はJR側が全額負担することになり、駅舎南側（東京側）に100メートル分の延長ホーム建設が始まった。
工事が進められている最中の1990年（平成2年）6月23日、2階建て車両（249形）1両を組み込んだ200系H編成（13両編成）が登場し、車両1両分が既存ホーム（全覆い上屋部分）からはみ出した状態で停車する措置が取られた。はみ出した分の車両の乗降ができないため、当駅では当該車両の指定席は発売しなかった。12月16日からは、延長部分の一部が利用できるようになり、13両編成すべてのドアから乗降が可能になった。
1991年（平成3年）3月8日に延長ホームが完成した。しかし、寒冷地には不向きな屋根のない“青空ホーム”だった。延長部分の屋根構造に関しては、延長ホームの工事着手前から議論されていた。地元自治体は既設部分と同様、寒冷地に適した線路全体を覆う上屋をJRが全額負担する形で設置するよう求めたのに対し、JR側は地元負担を主張した。協議の末、3億円以上かかる全覆い式ではなく、ホーム部分だけに屋根を掛ける半覆い式（約8000万円）とし、費用もJRと地元で折半する形で合意した。屋根は1992年（平成4年）2月に完成し、現在の駅の姿に至っている。一連のホーム延長を巡って水沢市は、水沢江刺駅と同じ請願駅として同時開業していた新花巻駅の地元、花巻市とも同一歩調を取りながら対応した。
延長ホームにより、フル規格車両16両に対応。ミニ規格（秋田新幹線車両）併合編成の場合は17両に対応する。上り列車のうち、12両以下の編成については、全覆式の駅舎内に車両が止まるよう、停止位置目標が設置されている。

### 年表
- 1984年（昭和59年）1月10日：着工。
- 1985年（昭和60年）
  - 2月12日：工事完了。
  - 3月14日：開業[新聞 1]。
- 1987年（昭和62年）4月1日：国鉄分割民営化によりJR東日本の駅になる。
- 1991年（平成3年）3月8日：16両対応にプラットホーム延長工事完成[新聞 5]。
- 1992年（平成4年）2月：延長されたプラットホームの部分に上屋が完成する[新聞 8]。
- 1997年（平成9年）3月22日：速達型「やまびこ」の停車を開始[新聞 9]。
- 1999年（平成11年）5月18日：自動改札機を設置し、供用を開始[11]。
- 2007年（平成19年）11月：駅前に後藤新平像を設置[新聞 10]。
- 2018年（平成30年）
  - 1月15日：ホーム待合室の新設が発表される[12]。同月下旬に工事着手[報道 1]。
  - 3月16日：ホーム待合室が完成、同年21日より使用を開始[報道 2][13]。
- 2020年（令和2年）
  - 3月14日：新幹線eチケットサービス開始[報道 3]。
  - 10月1日：発車メロディを「君は天然色」に変更[14][新聞 11][新聞 12][新聞 13][新聞 14]。
- 2021年（令和3年）3月13日：タッチでGo!新幹線のサービスを開始[報道 4]。
- 2024年（令和6年）
  - 1月31日：みどりの窓口の営業を終了[3]。
  - 2月1日：話せる指定席券売機を導入[3]。
  - 10月1日：えきねっとQチケのサービスを開始[1][報道 5]。

### 駅名について
当初は新水沢駅の予定であった。しかし、1983年（昭和58年）の着工決定後、水沢市（現在の奥州市水沢）と隣接する江刺市（現在の同市江刺）が「美田を何ヘクタールも新幹線用地に提供した」などと異を唱えだし、「水沢江刺駅」という名を提案。一方長年陳情を重ね、苦労して開業までこぎつけた水沢市は「何をいまさら」とこれをはねつけたことから、岩手県、国鉄、胆江広域、気仙広域まで巻き込んだ騒動となり、一時は感情的な対立までに発展（当時の河北新報に「『江刺は余計』と水沢怒る」という見出しの記事が掲載されていた）。協議がまとまらないまま、両市はそれぞれの案を岩手県に要望。当時の県知事であった中村直は、「広域的な配慮から「水沢江刺」が望ましい」と国鉄に伝え、最終的にこれを駅名とすることで落ち着く。しかし、駅名決定後も、水沢市は江刺市の約9倍となっていた駅設置費用の負担額をめぐり、大きなしこりを残すこととなる。

### 発車メロディ変更までの経緯
2019年（平成31年）3月より、奥州市の地元住民団体が当駅の発車メロディを大瀧詠一（同市江刺梁川出身）の代表曲「君は天然色」に変更することを目的に活動していた。同団体は市側の協力を得るために、市内で開催された鉄道関連イベントなどで署名運動を行い、最終的には約5,000筆を集めた。2020年（令和2年）1月22日には住民団体が市に対し、発車メロディ変更の早期実現に向けた要望書と署名を提出し、2020年東京オリンピック・パラリンピック開催前の変更を要望した。その後、市や商工団体などで組織する実行委員会が同年6月1日に発足し、同月30日にはJR東日本盛岡支社に対し、大瀧詠一関連の発車メロディを導入する要望書を提出した。実行委員会によると、同日の要望書提出の際には具体的な導入時期は言及されなかったものの、同支社からは前向きに対応する旨の回答が得られたとしている。
実行委員会の会長を務めた当時奥州市長の小沢昌記は同年9月9日、定例記者会見の席上において、同年9月4日付でJR東日本盛岡支社から要望について了承する旨の通達があり、同年10月1日の始発列車から発車メロディの放送が開始されると発表した。期間は同年12月末までだが、特に問題が生じなければ同年12月以降も継続するとしている。

## 駅構造
相対式ホーム2面2線を有する高架駅である。フル規格10両＋ミニ新幹線規格7両の17両編成に対応している。通過線がないため、ホームには可動式安全柵が装備されている。
直営駅（駅長配置）である。管理駅でもあるが、当駅は自駅のみの単駅管理となっている。指定席券売機、話せる指定席券売機、自動改札機（新幹線eチケットサービス、タッチでGo!新幹線、えきねっとQチケ対応）、売店「ぐるっと遊水沢江刺駅店」、コインロッカーなどが設置されている。売店はJR東日本東北総合サービスが経営している。このほか、エヌアールイー東北サービスによる立ち食いそば店「そば処水沢江刺駅バルーン」については、2023年（令和5年）2月28日をもって休業に入ったものの、JR東日本東北総合サービスが業者を新たに選定した上で、同年7月12日から営業再開している。
駅舎は、広大な大地と豊富な水系を背景に、水沢地方の景観の特色である瓦屋根に白壁を配置した、落ち着いた牧歌的な雰囲気を表現したものとなっている。1階の外壁の色は煉瓦色を採用している。鋳物の町に建設されたことから、コンコースの天井などには地元の鋳物製品を採用しており、重厚で素朴なデザインとなっている。駅務室は少人数でも業務を行いやすいワンルーム方式で、出札・改札・精算を兼ねるラッチが設けられている。駅の両側に出られる構造で、改札外待合室は南岩手物産館（現・南岩手交流プラザ）の隣りに設けられていた。当初は改札内やホーム上に待合室は特に設けられず、ホームの所々にベンチがあるだけであった。当初の駅本屋の総床面積は1,175平方メートルであった。
バリアフリー新法の施行などを受け、2011年（平成23年）3月には改札内コンコースからホームへ直結するエレベーターが整備された。それまで車椅子利用者はホームと1階を結ぶ業務用エレベーターを利用していたが、改札外にあり通常は施錠していたため、利用時は事前連絡し駅員が同伴する必要があった。エレベーター新設によって、業務用エレベーターは撤去された。このほか、1階とホームを結ぶ上りエスカレーターが設置されている（下りエスカレーターはない）。
2018年（平成30年）1月15日にホーム上に待合室を設置する計画が発表され、同月下旬に工事を開始。同年3月16日に完成し、21日より使用が開始されている。
駅構内には南岩手交流プラザがあり、岩手県南部の観光物産品などが展示されている。もともとは、南岩手物産館という名称だった。その後、施設の見直しが行われ、独立したスペースにあった観光案内所と待合室も一体化した南岩手交流プラザが1999年（平成11年）2月28日にオープンした。観光案内所スタッフが不在となる早朝や夜間は、物産展示と観光案内所のスペースはパイプシャッターで閉ざされ、待合室スペースのみの利用となる。
観光案内所の運営は、かつては奥州市がJR東日本レンタリースに委託しており、社員が駅レンタカー業務と観光案内を兼務していた。しかし、人手不足などを理由に2018年（平成30年）3月いっぱいで社員を引き上げ、割引特典などがある駅レンタカーのサービスは駅前に営業所を構えるニッポンレンタカーサービスに継承された後、休業となっている。また、案内所の業務は地元の観光ガイドボランティア団体で構成する奥州市ガイド連絡会に委託された。
2020年（令和2年）10月1日には、前述の発車メロディ変更に合わせて構内に大瀧詠一に関する資料展示コーナーが設けられ、大瀧の足跡を紹介する説明パネルやレコードジャケット、ポスターなどが展示されている。

### のりば
| 番線 | 路線                     | 方向 | 行先                               |
| ---- | ------------------------ | ---- | ---------------------------------- |
| 1    | 東北・秋田・北海道新幹線 | 下り | 盛岡・新青森・秋田・新函館北斗方面 |
| 2    | 東北新幹線               | 上り | 仙台・大宮・東京方面               |

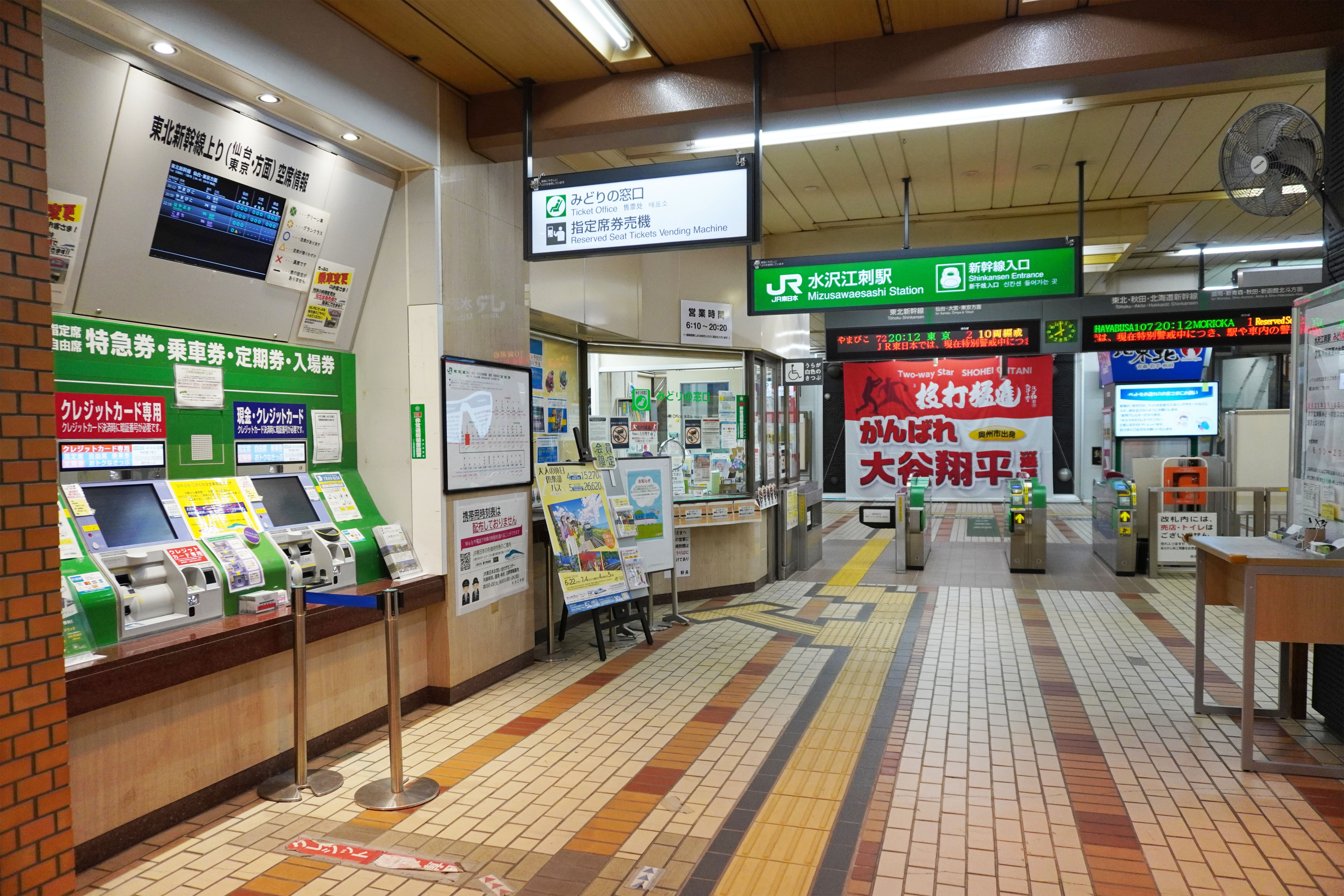
改札口（2023年6月）
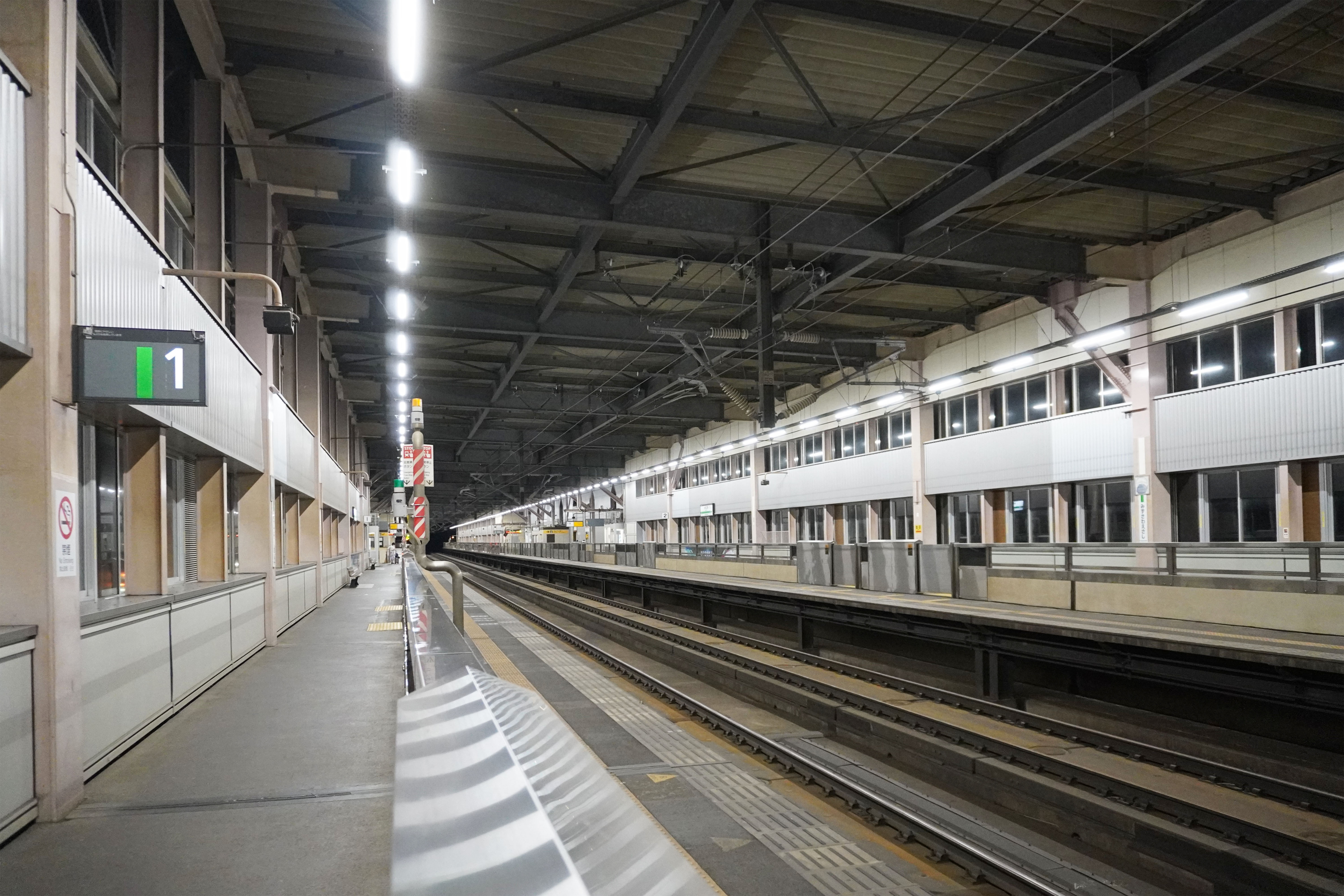
ホーム（2023年6月）

### 発車メロディ
かつてはテイチク制作のメロディ（1番線が「風と共に V2」、2番線が「see you again」）を使用していたが、前述のとおり、2020年（令和2年）10月1日に、大瀧詠一の代表曲である「君は天然色」をアレンジしたものに変更している。メロディは奥州市のデザイン会社「たわわ企画」の制作で、編曲は同社代表取締役の伊藤貴秀が手掛けた。
| 1 | 君は天然色（Aメロ） |
| 2 | 君は天然色（サビ）  |

## 利用状況
JR東日本によると、2023年度（令和5年度）の1日平均乗車人員は872人である。
2000年度（平成12年度）以降の推移は下記のとおりである。
| 1日平均乗車人員推移 | 1日平均乗車人員推移 | 1日平均乗車人員推移 | 1日平均乗車人員推移 | 1日平均乗車人員推移 | 1日平均乗車人員推移 |
| 年度                | 定期外              | 定期                | 合計                | 前年度比            | 出典                |
| ------------------- | ------------------- | ------------------- | ------------------- | ------------------- | ------------------- |
| 2000年（平成12年）  |                     |                     | 1,122               |                     | [ 利用客数 2 ]      |
| 2001年（平成13年）  |                     |                     | 1.084               |                     | [ 利用客数 3 ]      |
| 2002年（平成14年）  |                     |                     | 1,026               |                     | [ 利用客数 4 ]      |
| 2003年（平成15年）  |                     |                     | 1,021               |                     | [ 利用客数 5 ]      |
| 2004年（平成16年）  |                     |                     | 1,038               |                     | [ 利用客数 6 ]      |
| 2005年（平成17年）  |                     |                     | 1,046               |                     | [ 利用客数 7 ]      |
| 2006年（平成18年）  |                     |                     | 1,055               |                     | [ 利用客数 8 ]      |
| 2007年（平成19年）  |                     |                     | 1,070               |                     | [ 利用客数 9 ]      |
| 2008年（平成20年）  |                     |                     | 1,024               |                     | [ 利用客数 10 ]     |
| 2009年（平成21年）  |                     |                     | 974                 |                     | [ 利用客数 11 ]     |
| 2010年（平成22年）  |                     |                     | 946                 |                     | [ 利用客数 12 ]     |
| 2011年（平成23年）  |                     |                     | 905                 |                     | [ 利用客数 13 ]     |
| 2012年（平成24年）  | 695                 | 332                 | 1,028               |                     | [ 利用客数 14 ]     |
| 2013年（平成25年）  | 699                 | 352                 | 1,051               |                     | [ 利用客数 15 ]     |
| 2014年（平成26年）  | 693                 | 312                 | 1,005               |                     | [ 利用客数 16 ]     |
| 2015年（平成27年）  | 705                 | 322                 | 1,028               |                     | [ 利用客数 17 ]     |
| 2016年（平成28年）  | 714                 | 301                 | 1,016               |                     | [ 利用客数 18 ]     |
| 2017年（平成29年）  | 713                 | 303                 | 1,017               |                     | [ 利用客数 19 ]     |
| 2018年（平成30年）  | 707                 | 295                 | 1,003               |                     | [ 利用客数 20 ]     |
| 2019年（令和元年）  | 663                 | 306                 | 970                 |                     | [ 利用客数 21 ]     |
| 2020年（令和02年）  | 188                 | 303                 | 491                 | −49.4%              | [ 利用客数 22 ]     |
| 2021年（令和03年）  | 254                 | 311                 | 566                 | 15.2%               | [ 利用客数 23 ]     |
| 2022年（令和04年）  | 417                 | 321                 | 738                 | 30.5%               | [ 利用客数 24 ]     |
| 2023年（令和05年）  | 563                 | 309                 | 872                 | 118.4%              | [ 利用客数 1 ]      |

## 駅周辺
駅名にある「江刺」は、旧江刺市に由来（前述参照）するが、江刺中心部の岩谷堂地区は当駅から北へ約5キロメートルの位置にある。もっとも、駅の所在する羽田地区は、昭和29年に水沢市と合併するまでは江刺郡羽田村であった。
水田中心の地帯に急遽建設された水沢江刺駅とその周辺には、ビジネスホテルなどの宿泊施設が存在しない。故に駅利用客の多くが、商都として発展してきた水沢駅周辺にある宿泊施設を利用する。なお、当駅と水沢駅とは車でも15分ほどかかるため、徒歩での乗り換えはやや難がある。
駅近辺に住む人などを除き、駅利用者の多くは自家用車（家族や職場の送迎含む）やレンタカー、タクシー、路線バスなどでアクセスしている。駅周辺には一部民間の有料駐車場があるほか、市が管理する無料駐車場が整備されているため、奥州市内だけでなく新幹線駅がある一関市や北上市、遠くは大船渡市や陸前高田市など沿岸部から自家用車でアクセスし利用するケースもある。
商業施設や飲食店なども非常に少なく、小売店は東口に土産物店が1件、正面口から400メートル離れた場所にコンビニエンスストアなどがある程度。飲食店も羽田町内に数件だけとなっている。こうした立地環境に加え、2019年（平成31年）3月16日から新幹線車内販売の大幅見直しで弁当や軽食類を車内で購入できないケースも出てきたことから、駅構内売店では2019年（令和元年）8月から一ノ関駅で販売している一部の駅弁を繁忙期を中心に取り扱うようになった（ただし、JTB時刻表2025年3月号には水沢江刺駅の駅弁の掲載はない）。それでも、始発や最終に近い時間帯は、駅売店の営業時間外であるため、駅構内での飲食物の調達等は、飲み物や軽食の自動販売機を除きできない。立ち食いそば屋については、2023年（令和5年）2月28日をもって休店となったが、業者を新たに選定した上で、同年7月12日から営業再開している。
駅前には後藤新平像が立っている。これは1950年代に水沢出身の歴史的人物である後藤、斎藤實、高野長英の3人を顕彰する公園を駅東側にある羽黒山出羽神社（出羽三山の神社とは別）境内に造る構想があり、その最初として1960年（昭和35年）に建立されたものである。しかし、資金難により構想は挫折。もはや用済みとなった後藤新平像は、長年神社の境内に放置され続けた。後藤新平生誕150周年である2007年（平成19年）に水沢江刺駅前に移す運動が地元を中心に起こり、「後藤新平銅像移転推進会」が結成された。同年11月に募金などを基にして移転・除幕式が行われた。像は、後藤新平がボーイスカウト日本連盟の前身である少年団日本連盟初代総裁であったことから、ボーイスカウトの制服を着用している。台座は移転に際して新製され、後藤のモットーである「自治三訣」の言葉「人の御世話にならぬよう 人の御世話をするよう そしてむくいをもとめぬよう」（原文旧仮名遣い）が刻まれている。
2025年（令和7年）には、メジャーリーグベースボール (MLB) が日本出身現役選手12名を讃えるオリジナルのマンホールの蓋を順次設置することを告知し、その第1弾として同年6月16日に奥州市出身のロサンゼルス・ドジャースの大谷翔平を描いたマンホールの蓋が同駅西口に設置された。
駅がある羽田地区は南部鉄器の生産地として知られ、駅前にある奥州市伝統産業会館（奥州南部鉄器館、旧愛称「キューポラの館」）では、鋳物産業の歴史を学ぶことができ、売店では鉄瓶や風鈴などを購入することができる。駅からほど近い羽田町中心部には個人工房も含め大小の鋳物工場が集積。伝統的な技法による鉄瓶や風鈴の製造のほか、工業用部品などを手掛けている工場もある。
- 北上川
- 県道14号一関北上線
- 国道397号
- 国道456号
- 水沢競馬場
- 羽田郵便局
- 奥州市伝統産業会館（奥州南部鉄器館）
- 奥州市総合体育館（Zアリーナ）

## バス路線
水沢駅へは全路線を合わせ1 - 2時間に1本程度のバスがあるが、水沢駅側のバス停の位置が全て別である。
- 岩手県交通
  - 水沢江刺駅線：胆沢病院・水沢駅通り／江刺バスセンター
  - 美山病院線：水沢駅東口／美山病院
- 奥州市コミュニティバス「Zバス」
  - 羽田線：水沢病院 / 鵜ノ木

## 隣の駅
東日本旅客鉄道（JR東日本）
東北・北海道新幹線
- ■秋田新幹線「こまち」（95・96号のみ）停車駅

一ノ関駅 - 水沢江刺駅 - 北上駅

### 記事本文
1. 1 2 3 4  「駅の情報（水沢江刺駅）：JR東日本」東日本旅客鉄道。2024年8月25日時点のオリジナルよりアーカイブ。2024年8月28日閲覧。
2. 1 2 3 4  『週刊 JR全駅・全車両基地』 23号 盛岡駅・平泉駅・山寺駅ほか74駅、朝日新聞出版〈週刊朝日百科〉、2013年1月20日、24頁。
3. 1 2 3 4  「駅の情報（水沢江刺駅）：JR東日本」東日本旅客鉄道。2023年12月20日時点のオリジナルよりアーカイブ。2023年12月20日閲覧。
4. ↑  『東北新幹線工事誌 上野・大宮間』pp.894 - 896
5. ↑  鉄道ジャーナル1985年6月号記事　「東北・上越新幹線上野へ」
6. ↑  「鉄道土木」昭和61年1月号
7. ↑  『東北新幹線工事誌 上野・大宮間』pp.898 - 899
8. 1 2  『東北新幹線工事誌 上野・大宮間』pp.900 - 901
9. ↑  『東北新幹線工事誌 上野・大宮間』p.904
10. ↑  『東北新幹線工事誌 上野・大宮間』p.898
11. ↑  「JR年表」『JR気動車客車編成表 '00年版』ジェー・アール・アール、2000年7月1日、185頁。ISBN 4-88283-121-X。
12. 1 2  「JR東日本、水沢江刺駅の新幹線ホームに待合室を新設へ 3月下旬から使用開始」レイルラボ。2020年5月4日閲覧。
13. 1 2  「水沢江刺駅、新幹線ホーム待合室の設置工事が完了 3月21日から使用開始」レイルラボ。2020年5月4日閲覧。
14. 1 2 3  「定例記者会見（令和2年9月9日） > 水沢江刺駅ホーム発車ベルのメロディ化について」奥州市、2020年9月9日。2020年9月9日時点のオリジナルよりアーカイブ。2020年9月9日閲覧。
15. ↑  「ぐるっと遊水沢江刺駅店（駅1F）」JR東日本東北総合サービス。2020年10月3日閲覧。
16. ↑  「そば処水沢江刺駅店（駅1F）」JR東日本東北総合サービス。2020年10月3日閲覧。
17. ↑  『東北新幹線工事誌 上野・大宮間』p.903
18. ↑  「営業所 | JR東日本レンタリース」JR東日本レンタリース。2025年7月12日閲覧。
19. 1 2  「JR東日本：駅構内図・バリアフリー情報（水沢江刺駅）」東日本旅客鉄道。2024年8月28日閲覧。
20. ↑  「恋するカレーパン♪ くろしぇっと×ジャマイ館 | 暮らしを楽しくするお店まとめ」『まいぷれ「花巻・北上・一関・奥州」』マルモ通信商事・フューチャーリンクネットワーク。2021年7月2日閲覧。
21. ↑  「水沢市史」近代編ほか。

#### 報道発表資料
1. 1 2  「水沢江刺駅 新幹線ホームに待合室を新設します (PDF)」（プレスリリース）、東日本旅客鉄道盛岡支社、2018年1月15日。2020年5月18日時点のオリジナル (PDF)よりアーカイブ。2020年5月4日閲覧。
2. 1 2  「水沢江刺駅 新幹線ホーム待合室使用開始のお知らせ (PDF)」（プレスリリース）、東日本旅客鉄道盛岡支社、2018年3月16日。2020年5月18日時点のオリジナル (PDF)よりアーカイブ。2020年5月18日閲覧。
3. ↑  「「新幹線eチケットサービス」が始まります! (PDF)」（プレスリリース）、東日本旅客鉄道／北海道旅客鉄道／西日本旅客鉄道、2020年2月4日。2020年5月25日閲覧。
4. ↑  「タッチでGo!新幹線 サービスエリア拡大について (PDF)」（プレスリリース）、東日本旅客鉄道、2020年11月12日。2020年11月13日閲覧。
5. ↑  「Suicaエリア外もチケットレスで! 東北エリアから「えきねっとＱチケ」がはじまります (PDF)」（プレスリリース）、東日本旅客鉄道、2024年7月11日。2024年7月31日閲覧。

#### 新聞記事
1. 1 2 3  和泉清充「東北新幹線:水沢江刺駅30周年 児童2人「一日駅長」−−記念式」『毎日新聞』毎日新聞社、2015年3月15日。
2. ↑  「16両化でホーム延長へJRから水沢市に文書」『胆江日日新聞』1989年12月28日。
3. ↑  「13号車の乗降可能に」『胆江日日新聞』1990年12月2日。
4. ↑  「3月のダイヤ改正から使用 水沢江刺駅の延長ホーム 上屋設置は未決定」『胆江日日新聞』1991年2月17日。
5. 1 2  「8日から使用開始 JR水沢江刺駅延長ホーム100メートルが完成」『胆江日日新聞』1991年3月4日。
6. ↑  「延長ホームに上屋設置を」『胆江日日新聞』1991年1月27日。
7. ↑  「延長ホームに上屋 4両分が半覆い式で」『胆江日日新聞』1992年1月19日。
8. 1 2  「待望の「半覆い上屋」完成」『胆江日日新聞』1992年2月11日。
9. ↑  「さらに便利に 東北新幹線 22日ダイヤ改正概要」『交通新聞』交通新聞社、1997年3月19日、2面。
10. 1 2  交通新聞 2008年3月12日 第2面
11. 1 2 3  「大滝サウンド来月〝発車〟 水沢江刺駅で「君は天然色」導入」『岩手日報』2020年9月10日。オリジナルの2020年9月10日時点におけるアーカイブ。2020年9月10日閲覧。
12. 1 2  「大瀧サウンド 発車オーライ ホームに流れる「君は天然色」 来月から水沢江刺駅（市）」『胆江日日新聞』2020年9月10日。オリジナルの2020年9月10日時点におけるアーカイブ。2020年9月10日閲覧。
13. 1 2  「大滝サウンド出発進行 新幹線水沢江刺駅発車メロディー」『岩手日報』2020年10月1日。オリジナルの2020年10月2日時点におけるアーカイブ。2020年10月3日閲覧。
14. 1 2  「市玄関口に爽快な響き 発車メロディー「君は天然色」流れる 大瀧詠一さん（江刺出身）の名曲（水沢江刺駅）」『胆江日日新聞』2020年10月2日。オリジナルの2020年10月2日時点におけるアーカイブ。2020年10月3日閲覧。
15. ↑  「「江刺は余計」と水沢怒る」『河北新報』1984年9月17日。
16. ↑  「発車曲に大滝サウンドを 奥州･JR水沢江刺駅、実現へ住民活動」『岩手日報』2019年8月20日。オリジナルの2020年9月4日時点におけるアーカイブ。2020年9月5日閲覧。
17. ↑  「大瀧サウンド 水沢江刺駅発車メロディーに 協議の場設置前向き 有志らと可能性模索へ（市）」『胆江日日新聞』2019年10月1日。オリジナルの2019年10月1日時点におけるアーカイブ。2020年9月7日閲覧。
18. 1 2  「大滝さんの楽曲 ホームに響け 奥州の住民団体、署名5千筆提出」『岩手日報』2020年1月23日。オリジナルの2020年9月5日時点におけるアーカイブ。2020年9月5日閲覧。
19. ↑  「大瀧詠一さんの楽曲「君は天然色」 新幹線ホーム発車メロディーに 目指せ「8月導入」 実行委が来月発足 編曲完了 上下線で異なる旋律（水沢江刺駅）」『胆江日日新聞』2020年5月24日。オリジナルの2020年9月7日時点におけるアーカイブ。2020年9月7日閲覧。
20. 1 2  「大瀧サウンド導入を 水沢江刺発車メロ JR東に要望書（市の実行委）」『胆江日日新聞』2020年7月1日。オリジナルの2020年9月7日時点におけるアーカイブ。2020年9月7日閲覧。
21. 1 2  「どうなる元祖エキナカ 来月から駅そば「当面休店」に（水沢江刺）」『胆江日日新聞』2023年2月24日。2023年3月5日閲覧。[リンク切れ]
22. 1 2  「そば店 待望の再開 きょうオープン 「釜石ラーメン」も自慢（JR水沢江刺駅）」『胆江日日新聞』2023年7月12日。2024年3月18日閲覧。[リンク切れ]
23. ↑  「エレベーター2基、車いすでも利用しやすく」『胆江日日新聞』2009年12月13日。
24. ↑  「南岩手交流プラザ観光PR拠点が開館、待合室と一体化し情報提供」『胆江日日新聞』1999年3月1日。
25. ↑  「水沢江刺駅構内のJR系レンタカー会社、同業他社に営業委託」『胆江日日新聞』2018年1月24日。
26. ↑  「JR水沢江刺駅の観光案内所業務、市ガイド連絡会にバトン」『胆江日日新聞』2018年4月3日。
27. ↑  「駅弁 売っています! JR水沢江刺駅構内売店、利用客から長年要望、車内販売縮小も背景に」『胆江日日新聞』2019年8月30日。
28. ↑  「大谷翔平選手マンホールが奥州・水沢江刺駅に登場 投打二刀流デザイン」『岩手日報』2025年6月16日。2025年6月16日閲覧。

### 利用状況
1. 1 2  「新幹線駅別乗車人員（2023年度）| 企業サイト：JR東日本」東日本旅客鉄道。2025年7月12日閲覧。
2. ↑  「JR東日本：各駅の乗車人員（2000年度）」東日本旅客鉄道。2025年7月12日閲覧。
3. ↑  「JR東日本：各駅の乗車人員（2001年度）」東日本旅客鉄道。2025年7月12日閲覧。
4. ↑  「JR東日本：各駅の乗車人員（2002年度）」東日本旅客鉄道。2025年7月12日閲覧。
5. ↑  「JR東日本：各駅の乗車人員（2003年度）」東日本旅客鉄道。2025年7月12日閲覧。
6. ↑  「JR東日本：各駅の乗車人員（2004年度）」東日本旅客鉄道。2025年7月12日閲覧。
7. ↑  「JR東日本：各駅の乗車人員（2005年度）」東日本旅客鉄道。2025年7月12日閲覧。
8. ↑  「JR東日本：各駅の乗車人員（2006年度）」東日本旅客鉄道。2025年7月12日閲覧。
9. ↑  「JR東日本：各駅の乗車人員（2007年度）」東日本旅客鉄道。2025年7月12日閲覧。
10. ↑  「JR東日本：各駅の乗車人員（2008年度）」東日本旅客鉄道。2025年7月12日閲覧。
11. ↑  「JR東日本：各駅の乗車人員（2009年度）」東日本旅客鉄道。2025年7月12日閲覧。
12. ↑  「JR東日本：各駅の乗車人員（2010年度）」東日本旅客鉄道。2025年7月12日閲覧。
13. ↑  「JR東日本：各駅の乗車人員（2011年度）」東日本旅客鉄道。2025年7月12日閲覧。
14. ↑  「JR東日本：新幹線駅別乗車人員（2012年度）」東日本旅客鉄道。2025年7月12日閲覧。
15. ↑  「新幹線駅別乗車人員（2013年度）：JR東日本」東日本旅客鉄道。2025年7月12日閲覧。
16. ↑  「新幹線駅別乗車人員（2014年度）：JR東日本」東日本旅客鉄道。2025年7月12日閲覧。
17. ↑  「新幹線駅別乗車人員（2015年度）：JR東日本」東日本旅客鉄道。2025年7月12日閲覧。
18. ↑  「新幹線駅別乗車人員（2016年度）：JR東日本」東日本旅客鉄道。2025年7月12日閲覧。
19. ↑  「新幹線駅別乗車人員（2017年度）：JR東日本」東日本旅客鉄道。2025年7月12日閲覧。
20. ↑  「新幹線駅別乗車人員（2018年度）：JR東日本」東日本旅客鉄道。2025年7月12日閲覧。
21. ↑  「新幹線駅別乗車人員（2019年度）：JR東日本」東日本旅客鉄道。2025年7月12日閲覧。
22. ↑  「新幹線駅別乗車人員（2020年度）| 企業サイト：JR東日本」東日本旅客鉄道。2025年7月12日閲覧。
23. ↑  「新幹線駅別乗車人員（2021年度）| 企業サイト：JR東日本」東日本旅客鉄道。2025年7月12日閲覧。
24. ↑  「新幹線駅別乗車人員（2022年度）| 企業サイト：JR東日本」東日本旅客鉄道。2025年7月12日閲覧。